# Негиз, Набиль
Набиль Негиз (араб. نبيل نغيز‎; 25 сентября 1967, Джиджель, Алжир) — алжирский футбольный тренер.

## Карьера
Набиль начал тренировать в 2006 году, став тренером клуба «Мулудия де Каус» и продвинувшись с ним до межрегионального турнира. В 2008 году стал тренером «Энтенто де Колло», где провёл один год, покинув команду в 2009 году. За это время он успел помочь клубу повыситься до третьего дивизиона. Позже он становится ассистентом бразильского тренера Жуана Алвеса, ставшего главным тренером видного алжирского клуба «МО Константина». Однако уже через год покидает команду и становится главным тренером «Аин-Факруна». Под его руководством клуб дважды добивался повышения, чтобы играть в 3-м дивизионе. В 2013 году решил уйти из команды. Следующий сезон начал в клубе «ВА Тлемсен», играющем во второй лиге Алжира. Уйдя из клуба, отправился в отпуск в Лондон, а по возвращении стал тренером «Олимпика» из Медеа.